# 위선환
위선환(1941년 ~ )은 대한민국의 시인이다. 전라남도 장흥에서 태어났다. 본래 1960년 용아문학상을 수상하고 등단하였으나 한동안 절필하였다가, 2001년 《현대시》 9월호에 〈교외에서〉 외 2편을 발표하며 다시 작품 활동을 시작했다.

## 약력
2001년 《현대시》에 〈교외에서〉 외 2편을 발표하며 작품 활동을 시작했다. 2008년 제9회 현대시작품상, 2009년 제14회 현대시학작품상, 2019년 제34회 이상화시인상을 수상하였다.

## 수상
2008년 제9회 현대시작품상
2009년 제14회 현대시학작품상
2019년 제34회 이상화시인상

## 저서

### 시집
- 《나무들이 강을 건너갔다》(한국문연, 2001)
- 《눈 덮인 하늘에서 넘어지다》(한국문연, 2003)
- 《새떼를 베끼다》(문학과지성사, 2007)
- 《두근거리다》(문학과지성사, 2010)
- 《탐진강》(문예중앙, 2013)
- 《수평을 가리키다》(문학과지성사, 2014)
- 《시작하는 빛》(문학과지성사, 2019)